# 酒飯論絵巻

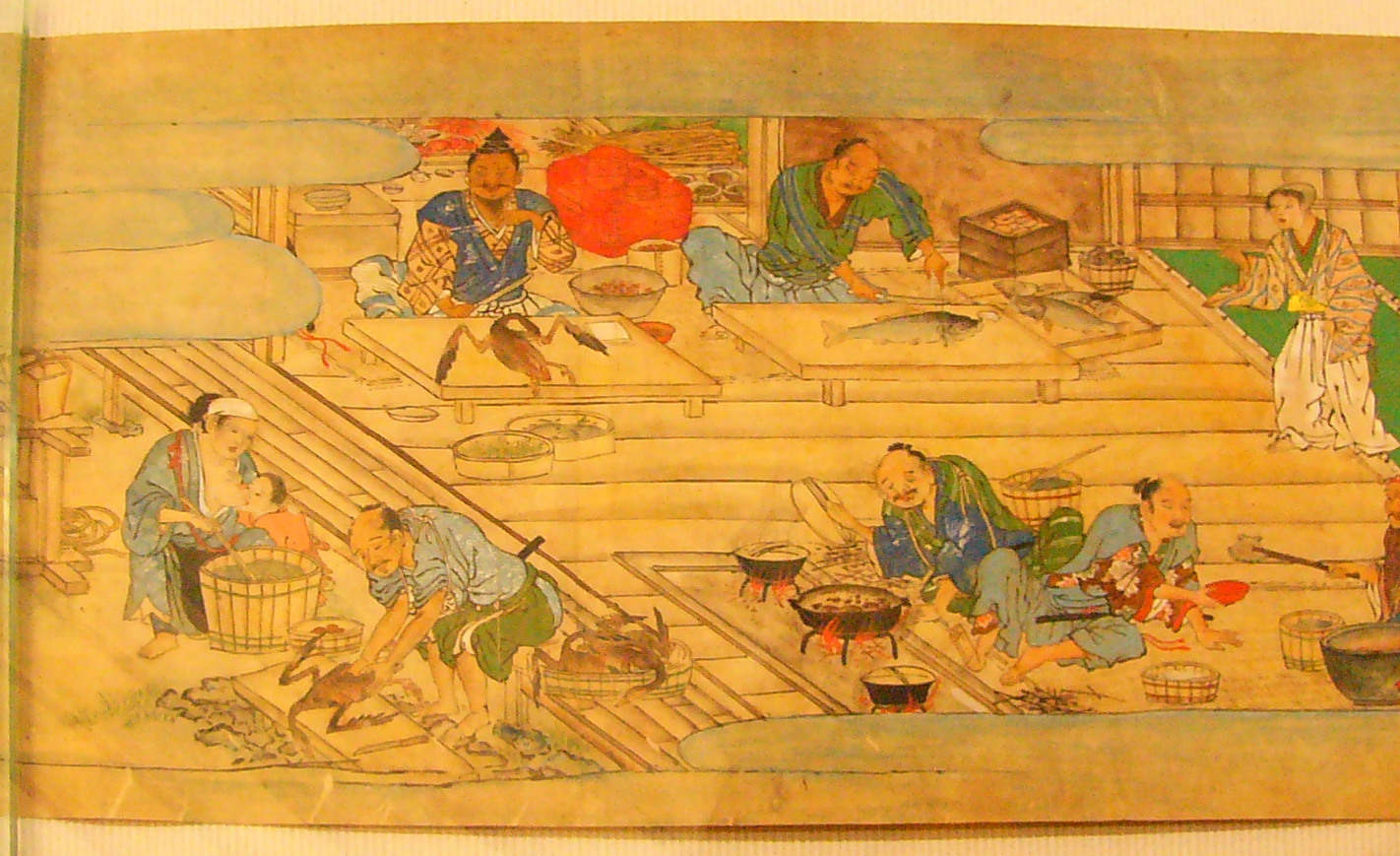
文化庁本 酒飯論絵巻 部分

酒飯論絵巻（しゅはんろんえまき）は、16世紀に制作されたと言われる日本の絵巻。『下戸上戸絵詞』『三論絵詞』『酒食論』『下戸上戸之巻』とも呼ばれる。1巻、詞書と絵が各4段。酒好きの男と、下戸でご飯好きの男、両方適度に嗜む男の3人がそれぞれの持論を展開するという構成で描かれている。調理から配膳、飲食の様子が詳細に描かれており、当時の食文化を知る貴重な資料となっている。

## 概要
最も原本に近い、もしくは原本そのものの可能性がある文化庁本の大きさは、縦30.7×長さ1416cm。狩野元信の筆になるものと、土佐光元によるものがあり、その模写本や異本が多数存在する。主人公の三人は、酒好きの公家・造酒正糟屋朝臣長持（みきのじょうかすやあそんながもち）、飯好きの僧侶・飯室律師好飯（いいむろりっしこうはん）、中庸派の武士・中左衛門大夫中原仲成（ちゅうざえもんだゆうなかはらなかなり）である。
4部構成になっており、第一段に三人の紹介、第二段では酒の徳、第三段では飯やおかず、茶の面白さ、第四段ではどちらもほどほどがよいと語られる。長持は念仏宗、好飯は法華宗、仲成は天台宗のそれぞれ宗徒であり、表向きは飲食について語りながら、天台宗の中道観の優位性を説いている。また、公家と僧侶の争いを武士が仲裁するのは、室町時代の権力構造を反映しているといえる。
2009年から多分野に渡る研究者の共同研究の対象となり、2012年に研究報告がなされた。

## 伝本リスト
| 系統                           | 所蔵者（所蔵番号）                                   | 形状・員数 | 技法                           | 寸法（縦 x 横cm）      | 年代                   | 備考                                                              |
| ------------------------------ | ---------------------------------------------------- | ---------- | ------------------------------ | ---------------------- | ---------------------- | ----------------------------------------------------------------- |
| 詞書のみ                       | 神宮文庫（一六〇五）                                 | 1冊        | 紙本墨画                       |                        | 成立年不明             |                                                                   |
| 詞書のみ                       | 金沢市立玉川図書館近世史料館                         | 1冊        | 紙本墨画                       |                        | 成立年不明             |                                                                   |
| 土佐光元系統絵巻               | 静嘉堂文庫美術館                                     | 1軸1巻     | 紙本著色                       | 17.5 x 1297.4          |                        |                                                                   |
| 土佐光元系統絵巻               | 東京国立博物館(A-2819)                               | 1軸        | 紙本一部淡彩                   | 25.7                   |                        |                                                                   |
| 土佐光元系統絵巻               | 国立国会図書館（本別七ー五六五）                     | 1軸        | 紙本墨画、一部著色、色指示有り | 16.6                   |                        |                                                                   |
| 狩野元信系統絵巻               | 文化庁                                               | 1軸        | 紙本著色                       | 30.7 x 1416            | 16世紀中期             |                                                                   |
| 狩野元信系統絵巻               | 個人（勝海船旧蔵）                                   | 1軸        | 紙本著色、色指示有り           | 28.7 x 713.2           | 16世紀（安土桃山時代） |                                                                   |
| フランス国立図書館本とその系統 | フランス国立図書館(Japonais 5343)                    | 1軸        | 紙本著色                       | 31.1 x 732.5           | 近世中期               |                                                                   |
| フランス国立図書館本とその系統 | 群馬県立歴史博物館                                   | 1軸        | 紙本著色                       | 31.1 x 732.5           | 江戸時代               |                                                                   |
| フランス国立図書館本とその系統 | 東京国立博物館(A-277)）                              | 1軸        | 紙本淡彩                       | 40.4 x 1558            | 明治時代               | フランス国立図書館の模写か                                        |
| フランス国立図書館本とその系統 | 国立国会図書館（んー89）                             | 1軸        | 紙本淡彩                       | 41 x 1517.9            |                        |                                                                   |
| 著色他模写                     | 大倉集古館                                           | 掛物対幅   | 紙本著色                       | 24.2 x 44.2（各）      | 桃山・江戸時代前期     |                                                                   |
| 著色他模写                     | 三時知恩寺                                           | 1軸        | 紙本著色                       |                        | 江戸時代               |                                                                   |
| 著色他模写                     | 海の見える杜美術館(1986-145)                         | 2軸        | 紙本著色                       |                        | 江戸時代               |                                                                   |
| 著色他模写                     | 茶道資料館                                           | 1軸        | 紙本著色                       | 34.5 x 1340.5          | 江戸時代               | 詞書が流布本系統に比べて相違点が多い。                            |
| 著色他模写                     | 国立国会図書館（本別10ー39）                         | 1軸        | 紙本著色                       | 36.2 x 583.1           | 江戸時代               |                                                                   |
| 著色他模写                     | 個人                                                 | 2軸        | 紙本淡彩                       | 32.5 x 396、32.5 x 597 | 江戸中期               |                                                                   |
| 著色他模写                     | 愛媛県歴史博物館                                     | 1軸        | 紙本著色                       | 34.5 x 826             | 江戸後期               |                                                                   |
| 著色他模写                     | チェスター・ビーティー・ライブラリー（CJB、1121-39） | 1軸        | 紙本著色                       | 34 x 1200              | 近世前期               |                                                                   |
| 著色他模写                     | ニューヨーク公共図書館（スペンサー・コレクション）   | 2軸        | 紙本著色                       |                        | 江戸中期               | 狩野探信 (守政)筆 \|                                              |
| 著色他模写                     | 大英博物館（アンダーソン・コレクション 177）         | 1軸        | 紙本著色                       | 36 x 1187.5            | 江戸中期               |                                                                   |
| 著色他模写                     | ボストン美術館（フェノロサ・ウェルド・コレクション） | 1軸        | 紙本著色                       | 36.6 x 1272            | 17世紀                 | 伝勝田竹翁筆 \|                                                   |
| 著色他模写                     | 京都大学文学部（別置449<152736>）（田中尚房旧蔵）    | 1軸        | 紙本著色                       |                        | 1914年（大正3年）      |                                                                   |
| 白描写本                       | 茶道資料館                                           | 1軸        | 紙本淡彩                       | 32.1 x 599.9           | 室町時代（？）         |                                                                   |
| 白描写本                       | 東京文化財研究所                                     | 1軸        | 墨画                           | 27.2 x 1534.3          | 1795年（寛政7年）      |                                                                   |
| 白描写本                       | 文化庁                                               | 1軸        | 墨画                           | 30.2 x 812             | 1820年（文政3年）外箱  |                                                                   |
| 白描写本                       | T家本                                                | 1軸        | 紙本墨画                       |                        |                        |                                                                   |
| 白描写本                       | 西尾市岩瀬文庫(141-42)                               | 1冊        | 墨画                           | 27.2 x 19.2            | 1847年（弘化4年）序文  |                                                                   |
| 白描写本                       | 早稲田大学図書館（請求記号：チ04-00510）             | 1冊        | 一部朱書                       | 28                     | 1851年（嘉永3年）      |                                                                   |
| 白描写本                       | 慶應義塾大学魚菜文庫（旧称石泰文庫）(242x-169)       | 1軸        |                                |                        |                        |                                                                   |
| 著色粉本                       | 金沢市立玉川図書館近世史料館加越能文庫（特16-03-1）  | 1軸        | 紙本著色                       | 39 x 1020              | 19世紀                 |                                                                   |
| 未詳写本                       |                                                      |            |                                |                        |                        | 「酒飯論絵巻画稿」の名前で2009年京都国立博物館に出品されたもの \| |
| 蔀関月筆本系統                 | ギメ美術館                                           |            | 紙本著色                       | 29.5 x 990.1           | 1846年                 |                                                                   |

※ ヴェロック・ベランジュ 「『酒飯論絵巻』伝本リスト」（『『酒飯論絵巻』影印と研究 文化庁本・フランス国立図書館本とその周辺』pp.18-21、2015年、臨川書店 ISBN 978-4653041153）を元に作成。